# Johann Ludwig Hektor von Isolani

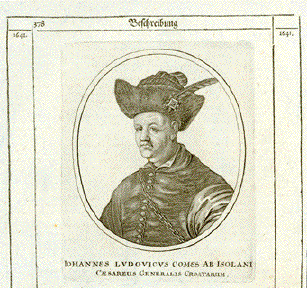
Johann Ludwig Hektor von Isolani

Johann Ludwig Hektor von Isolani, född 1586, död 1640, var en österrikisk militär och friherre.
Isolani kämpade i sin ungdom mot turkarna, gjorde sig under trettioåriga kriget bekant och fruktad som anförare för kroaterna. De kroatiska trupperna utgjorde vid denna del till störst dele det av Isolani skapade lätta kavalleriet, varav han 1625 upprättade det första regementet och vars överbefälhavara han blev 1632. Genom sin rörlighet tillfogade Isolanis trupper svåra förluster men gjorde sig också illa beryktade genom sina plundringar. I slaget vid Lützen beredde Isolani genom sitt anfall i ryggen på svenskarna stora svårigheter. Vid Albrecht von Wallensteins fall ställde sig Isolani på kejsarens sida och belönade därför rikligt.